# Ampułka (religia)

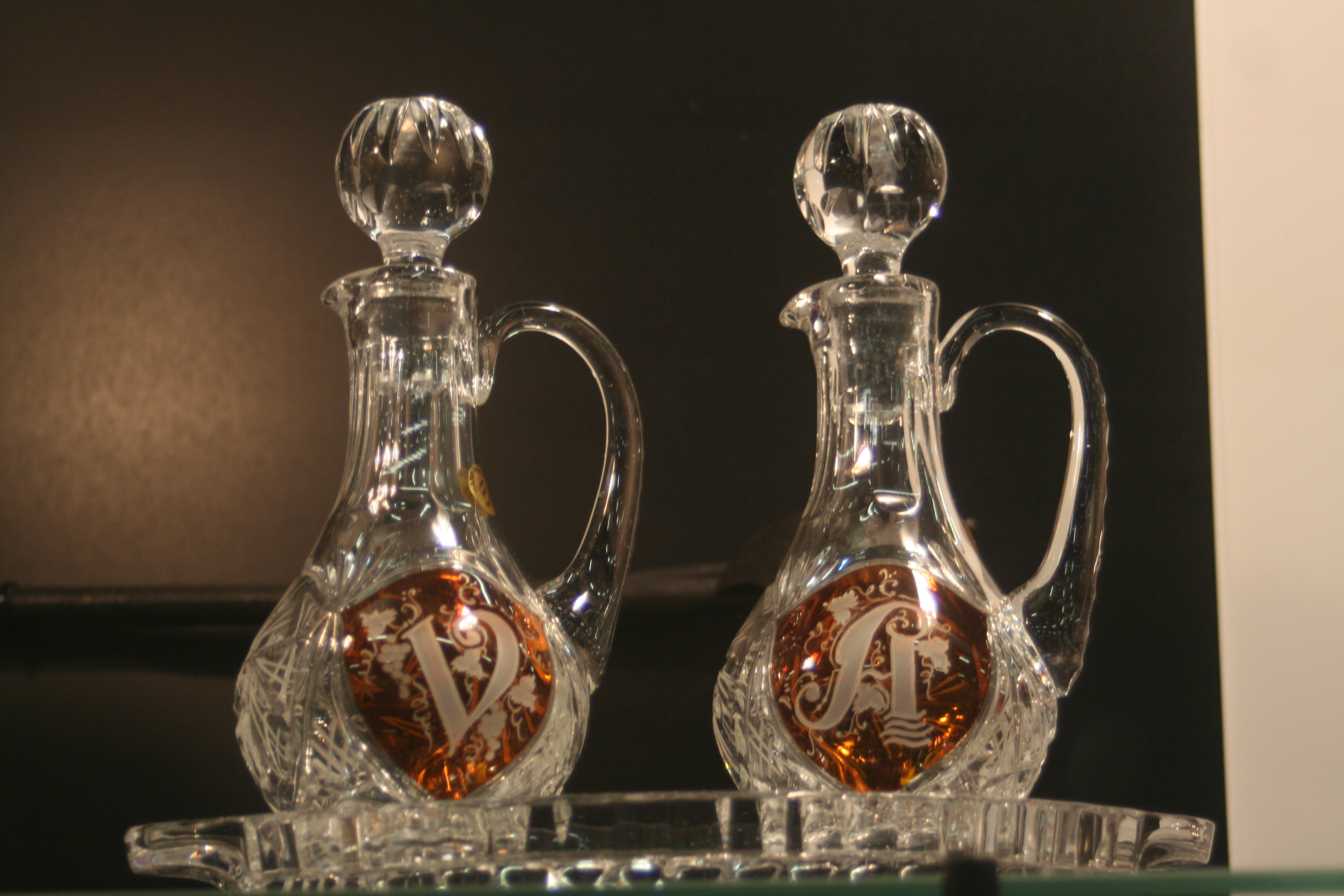
Ampułki kryształowe

Ampułki – katolickie naczynia liturgiczne, w których przechowywane jest wino i woda. Używane w liturgii podczas przygotowania darów, gdy kapłan wlewa do kielicha wino i wodę, a następnie obmywa palce swoich dłoni (lavabo). Ampułek używa się również do puryfikacji kielicha, puszek i pateny.
Ampułki są wykonane ze szkła, metalu lub ceramiki. Zwykle posiadają zamknięcia chroniące przed owadami i zanieczyszczeniami. Ze względu na podobny kolor wody i białego wina, aby przeciwdziałać pomyłce są czasem oznaczone literami: V (vinum - wino) i A (aqua - woda) lub czerwoną wstążką oznacza się ampułkę z winem. Umieszczane są na szklanej lub metalowej tacy. Przed Mszą Świętą są przygotowane na stoliku, nazywanym kredencją. Ministranci podają je kapłanowi w czasie przygotowania darów, w czasie uroczystych liturgii wierni przynoszą je do ołtarza w procesji z darami. W obrządku zachodnim używa się na ogół wina białego, w obrządku wschodnim wyłącznie czerwonego - w obu przypadkach wino musi być czyste, pozbawione dodatków czy konserwantów.